# Гославицький замок
Гославицький замок (пол. Zamek w Gosławicach) — замок, розташований над Гославським озером у місцевості Гославиці (до 1976 року — окреме село), яка в наш є частиною міста Конін Великопольського воєводства у Польщі.   

## Історія
Замок, разом з готичним костелом, було побудовано у 1418—1426 роках за ініціативою познанського єпископа Анджея Ласкажа. Замковий комплекс складався з двох житлових будинків, з'єднаних муром. В оборонних цілях його оточили мурами та ровом, а у наріжних вежах облаштовували стрільниці. Археологічні дослідження показують, що замок було зруйновано під час Шведського потопу. Чергові власники у XVII і XVIII століттях відбудували замок. У 1772 році власником замку стала Ядвіга Лонцька, а згодом — родина Квілецьких. У 1838 році розпочалося будівництво комори, розташованої між костелом та замком. Замок було частково перетворено на пивоварню чи винокурню. У міжвоєнні роки замок був занедбаною руїною. Відремонтували його аж у 1978—1986 роках та вже у листопаді 1986 року відкрили для відвідувачів, розмістивши у ньому Конінський окружний музей.  
Неподалік замку облаштовано невеликий музей під відкритим небом, у якому можна побачити, серед іншого стовпові вітряки. 

## Світлини

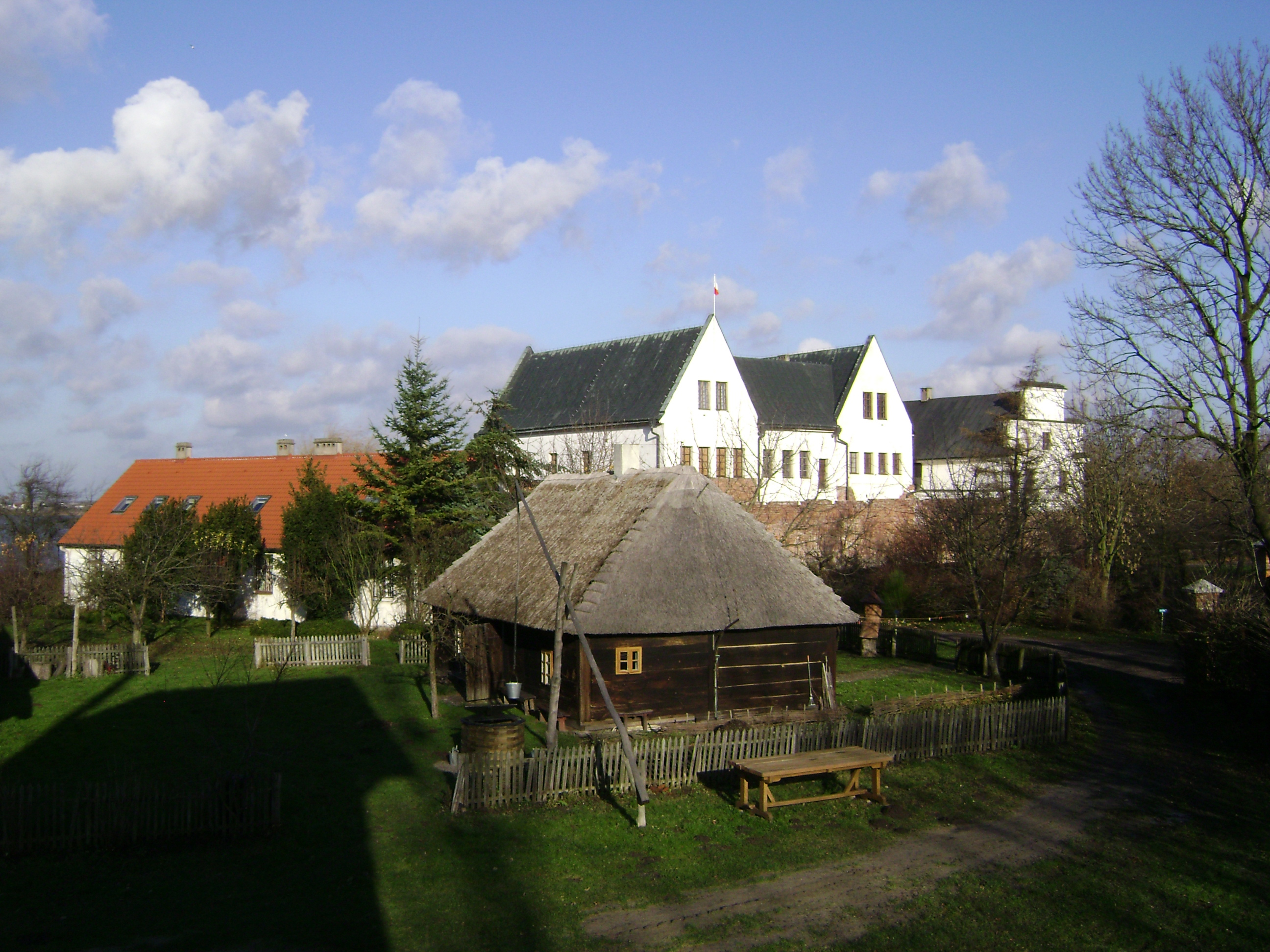
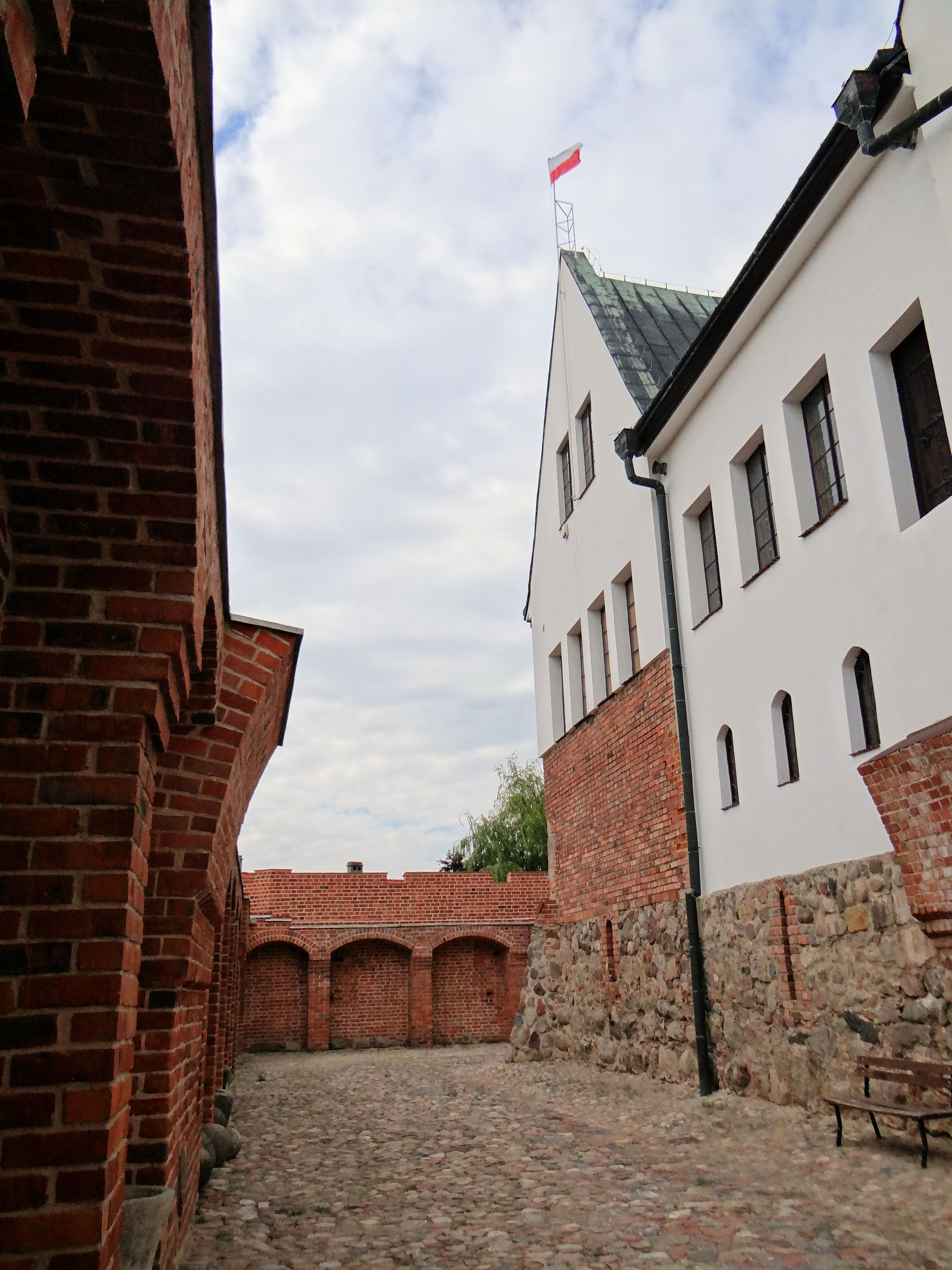
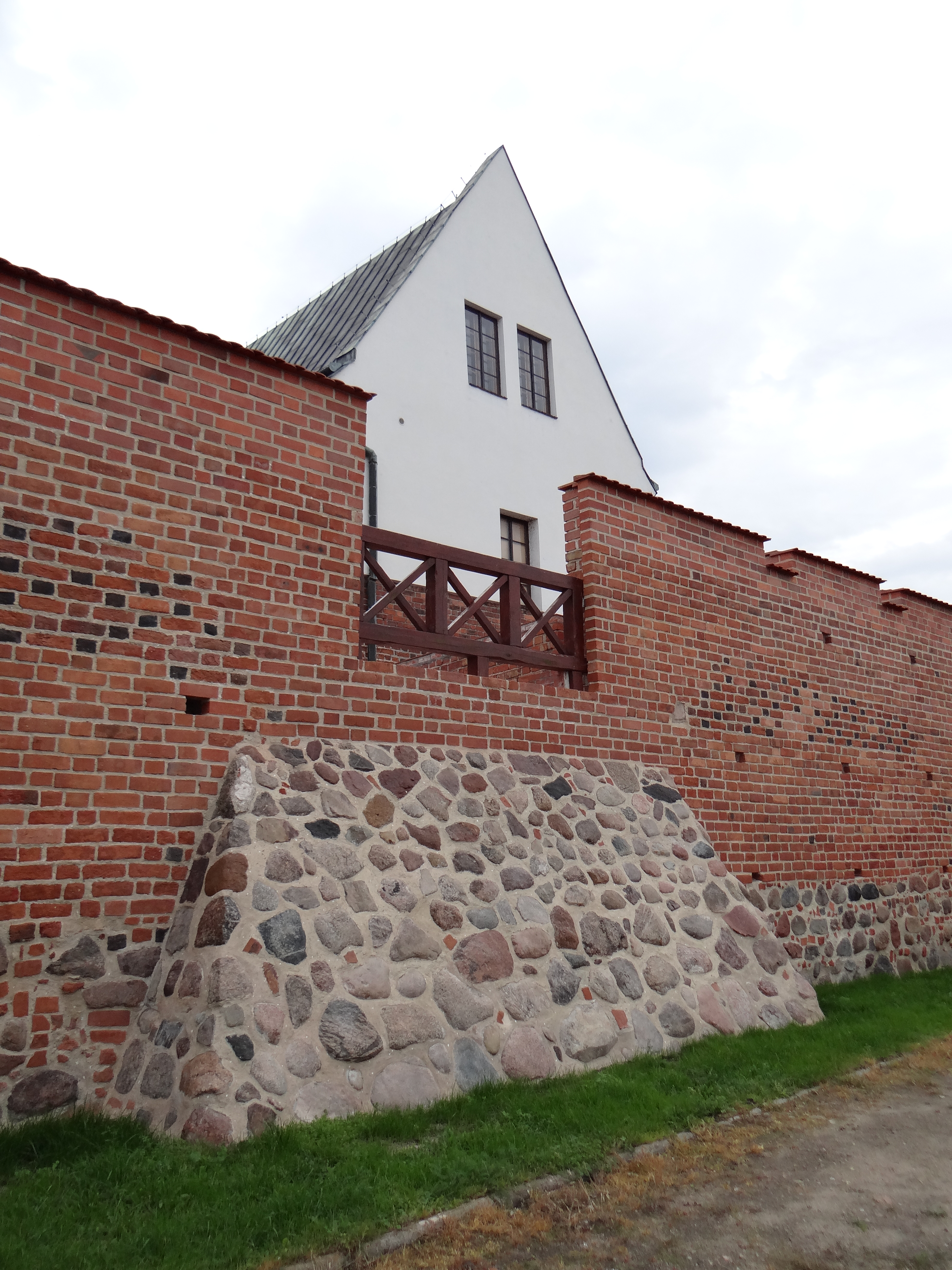
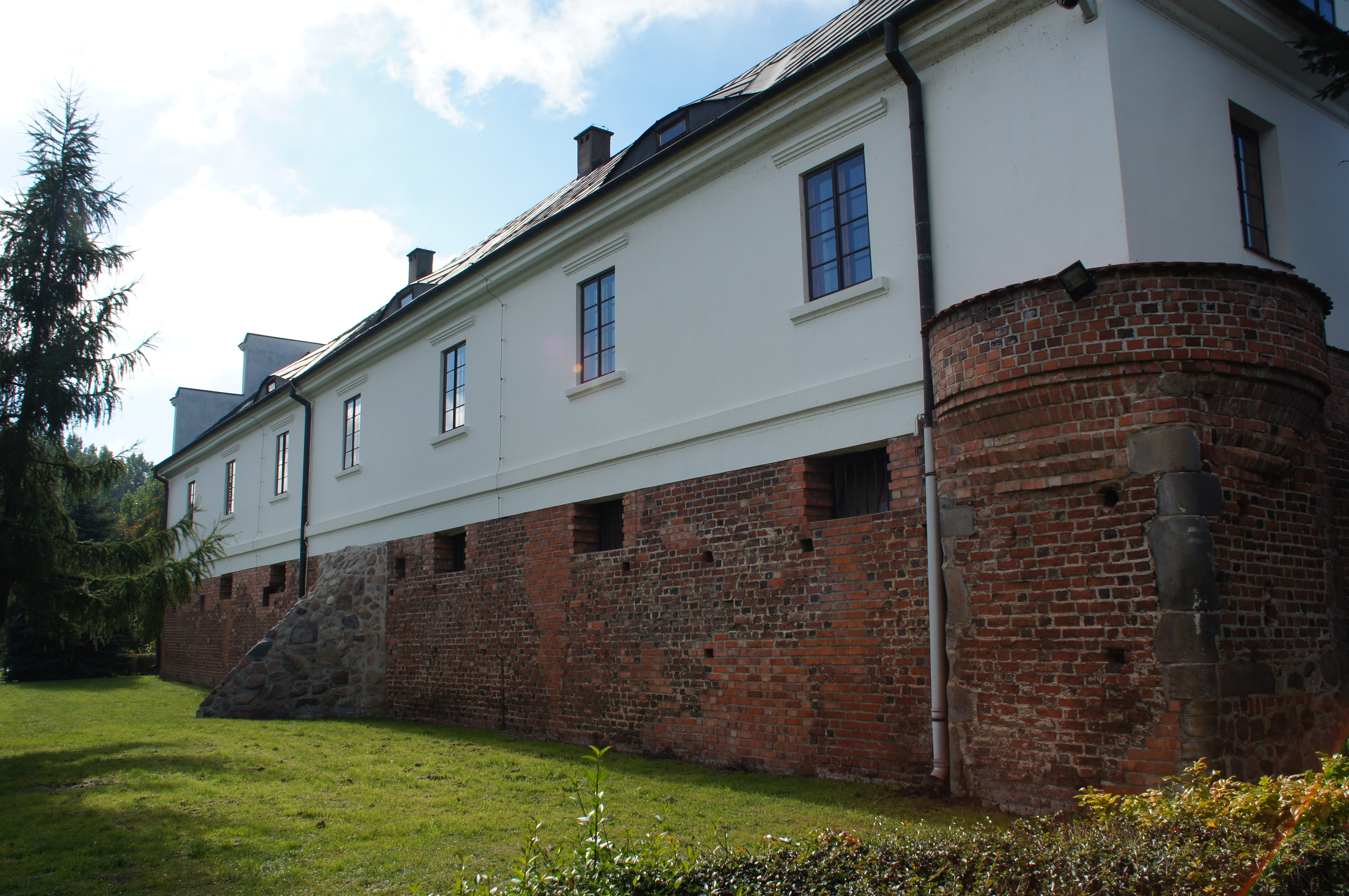